# Ветошкинский сельсовет
Ветошкинский сельсовет — сельское поселение в Гагинском районе Нижегородской области. 
Административный центр — село Ветошкино.

## История
Статус и границы сельского поселения установлены Законом Нижегородской области от 15 июня 2004 года № 60-З «О наделении муниципальных образований - городов, рабочих посёлков и сельсоветов Нижегородской области статусом городского, сельского поселения».
Законом Нижегородской области от 28 августа 2009 года № 138-З сельские поселения Ветошкинский сельсовет и Тархановский сельсовет объединены в сельское поселение Ветошкинский сельсовет.

## Население
| 2002  | 2010  | 2012  | 2013  | 2014  | 2015  | 2016  |
| ----- | ----- | ----- | ----- | ----- | ----- | ----- |
| 1843  | ↘1277 | ↘1256 | ↘1255 | ↘1193 | ↘1163 | ↘1138 |
| 2017  | 2018  | 2019  | 2020  | 2021  |       |       |
| ↘1106 | ↘1064 | ↘1025 | ↘966  | ↘949  |       |       |

## Состав сельского поселения
| №  | Населённый пункт   | Тип населённого пункта       | Население |
| -- | ------------------ | ---------------------------- | --------- |
| 1  | Андросово          | село                         | ↘3        |
| 2  | Барские Поляны     | село                         | ↘7        |
| 3  | Ветошкино          | село, административный центр | ↘587      |
| 4  | Зелёная            | деревня                      | ↘34       |
| 5  | Муратовка          | село                         | ↘58       |
| 6  | Новоблаговещенское | село                         | ↘221      |
| 7  | Новый Венец        | посёлок                      | ↘35       |
| 8  | Раздолье           | посёлок                      | ↗5        |
| 9  | Ройка              | деревня                      | ↘22       |
| 10 | Стрелка            | посёлок                      | ↘3        |
| 11 | Сурки              | деревня                      | ↘45       |
| 12 | Тарханово          | село                         | ↘201      |
| 13 | Успенский          | посёлок                      | ↘7        |
| 14 | Утка               | село                         | ↘49       |